# キナンレーシングチーム
キナンレーシングチーム（KINAN racing team）は、和歌山県と三重県にまたがる熊野地域に本拠地を置き、和歌山県新宮市の建設機械総合レンタル及び販売修理や環境商品を取り扱うキナンを冠スポンサーとする日本の自転車競技UCIアジアツアーコンチネンタルチーム。
キナンがメインスポンサーであるUCIアジアツアー2.2に指定されているツール・ド・熊野での優勝とレースイベントの成長を最大の目標としている。

## 歴史
2014年までキナンAACAというクラブチームとしてJプロツアーなど実業団を中心に活動しており、2015年に山本雅道をキャプテンとしたコンチネンタルチームとして、チーム名をキナンサイクリングチームに変更しUCIレースの参戦を開始した。
チーム結成当初より、実績のある外国人選手を加入させており、UCIアジアツアーのほか、ヨーロッパツアーや国内Jプロツアー等を中心に参戦している。
2016年はジャイ・クロフォードをキャプテンに9人体制で国内外のUCIレースやJプロツアーに参戦。
2017年は山本元喜や中島康晴など、体制をより強化させ11名体制で臨む。
2021年より新たに発足されるジャパンサイクルリーグに参戦。
2022年 キナンサイクリングチームからキナンレーシングチームにチーム名を変更。

## 選手・指導者(2018年シーズン体制)

### ロードチーム
- 石田哲也 - 監督
- 森川健一郎 - マッサー
- 南野求 - メカニック
- 福光俊介 - メディアオフィサー
- 鈴木新史 - アドバイザー
- 加藤康則 - ゼネラルマネージャー

| 選手名                                            | 所属年 | 国籍           | 生年月日       | 主な戦績                                           | 前所属先                       | その他 |
| ------------------------------------------------- | ------ | -------------- | -------------- | -------------------------------------------------- | ------------------------------ | ------ |
| Jai Crawford (ジャイ・クロフォード)               | 2015-  | オーストラリア | 1983年8月4日   | ツール・ド・イジェン(2.2) 総合優勝                 | ドラパック                     |        |
| Marcos Garcia (マルコス・ガルシア)                | 2016-  | スペイン       | 1986年12月4日  | ツアー・オブ・チンハイレイク2016 総合3位           | Louletano                      |        |
| 中島康晴                                          | 2017-  | 日本           | 1984年12月27日 | ツアー・オブ・タイランド(2.2) 2015総合優勝         | 愛三工業レーシングチーム       |        |
| 山本元喜                                          | 2017-  | 日本           | 1991年11月19日 | 全日本選手権タイムトライアル 2014 2位,2013 U22優勝 | NIPPO・ヴィーニファンティーニ  |        |
| Thomas Lebas (トマ・ルバ)                         | 2017-  | フランス       | 1985年12月14日 | ツールドフィリピン(2.2) 2015総合優勝               | チームブリヂストン・アンカー   |        |
| 椿大志                                            | 2017-  | 日本           | 1991年5月18日  |                                                    | チームブリヂストン・アンカー   |        |
| 雨乞竜己                                          | 2017-  | 日本           | 1992年1月4日   |                                                    | シエルヴォ奈良                 |        |
| 中西健児                                          | 2017-  | 日本           | 1995年2月3日   |                                                    | キナンサイクリングチーム練習生 |        |
| 山本大喜                                          | 2018-  | 日本           | 1996年1月8日   |                                                    | 鹿屋体育大学                   |        |
| 新城雄大                                          | 2018-  | 日本           | 1995年7月3日   |                                                    | チームブリヂストン・アンカー   |        |
| Salvador Guardiola (サルバドール・グアルディオラ) | 2018-  | スペイン       | 1988年8月5日   |                                                    | TeamUKYO                       |        |

## 過去の主な選手
- 山本雅道 2015
- 伊丹健治 2015,2016
- 野中竜馬 2015-2017

## チームスポンサー
- チームスポンサー
  - キナン - メインスポンサー
  - ヨネックス - バイク
  - 井上ゴム工業 - タイヤ
  - チャンピオンシステム - ユニフォーム
  - フルクラム - ホイール
  - ウベックススポーツ - ヘルメット
  - 隼人 - 補給食
  - 和光ケミカル - オイル・ケミカル類
  - ディッセターレ - アロマオイル